# سیاه‌کولی
سیاه‌کولی (نام علمی: Vimba vimba) گونه‌ای ماهی از سرده سیاه‌کولی‌ها، از خانواده کپورماهیان است که در دریای خزر، حوضه‌های جنوبی دریای خزر، سواحل استان گیلان (تالاب انزلی) و رودخانه‌های استان مازندران یافت می‌شود.
حداکثر طول و وزن در آن به ترتیب ۳۰ سانتی‌متر و ۳۶۰ گرم است (میانگین ۱۶٫۵ سانتی‌متر و ۶۰ گرم). بدن این ماهی تقریباً دراز و کشیده است و طول آن چهار برابر ارتفاع آن است. سر اندکی مخروطی و تیز است. دهان تحتانی و نیمه هلالی است. دندان‌های حلقی یک ردیفی با فرمول ۵–۵ دارای لبهٔ تیز(keel) روی ساقهٔ دمی، در ناحیهٔ پشت بدن به رنگ قرمز-قهوه ای تا خاکستری-آبی، پهلو نقره ای و شکم مایل به زرد است. باله‌های زوج در قسمت قاعده، قرمز، و در بخش انتهایی، صورتی هستند. باله مخرجی در پشت خط عمود فرضی باله پشتی قرار دارد و بعد از باله‌های لگنی نیز کیل وجود دارد که از فلس پوشیده نشده است. قاعده باله مخرجی آن بزرگتر از قاعده باله پشتی است.
معمولاً از سخت پوستان کوچک، موجودات کفزی و بیشتر از نرم‌تنان، کرم‌ها و نوزاد حشرات تغذیه می‌کند. در هنگام تخم‌ریزی باله‌ها به رنگ قرمز و لبه آزاد باله پشتی و باله سینه‌ای تیره می‌شود. همچنین شکم این ماهی به رنگ نارنجی و پشت و پهلوها به رنگ تیره در می‌آید.
در حوضه جنوبی دریای خزر، مهاجرت این ماهی در فصل بهار صورت می‌گیرد. معمولاً زمستان را در دریا سپری می‌کند و در اواخر اسفند یا اوایل فروردین، به آب‌های کرانه‌ای و سپس به رودخانه‌ها وارد می‌شود. تعداد تخم‌ها در این ماهی ۱۰۰٬۰۰۰ تا ۳۰۰٬۰۰۰ عدد است.
ماهی سیاه کولی دارای پنج ناد جغرافیایی می‌باشد که عده‌ای به صورت ساکن در قسمت سفلی رودخانه‌ها و دریاچه‌ها و عده ای به صورت مهاجر در آب‌های لب شور دیده می‌شوند. زمان تخم‌ریزی بر حسب دمای آب ماه‌های اردیبهشت تا تیر است. محل تخم‌ریزی در ناحیه‌ای از رودخانه است که از گیاهان آبزی پوشیده شده است. تخم‌ریزی معمولاً در شب و توأم با سرو صدا بوده و به دفعات بر روی سنگ وگیاهان آبزی صورت می‌گیرد. دوره انکوباسیون تخم‌ها بر حسب دمای آب از ۵/۲–۱۰ روز می‌باشد. لاروها فاقد اندام چسبناک بوده و تا اتمام مواد غذایی موجود در کیسه زرده خود را میان سنگ‌ها مخفی می‌کنند.